# Barda del Medio
Barda del Medio är en ort i Argentina.   Den ligger i provinsen Río Negro, i den sydvästra delen av landet, 1 000 kilometer sydväst om huvudstaden Buenos Aires. Barda del Medio ligger 305 meter över havet och antalet invånare är 1 524.
Terrängen runt Barda del Medio är platt, och sluttar österut. Närmaste större samhälle är Centenario, 12,9 kilometer söder om Barda del Medio.
Trakten runt Barda del Medio består till största delen av jordbruksmark. Runt Barda del Medio är det ganska glesbefolkat, med 50 invånare per kvadratkilometer.